# Louis Jacques Goudman

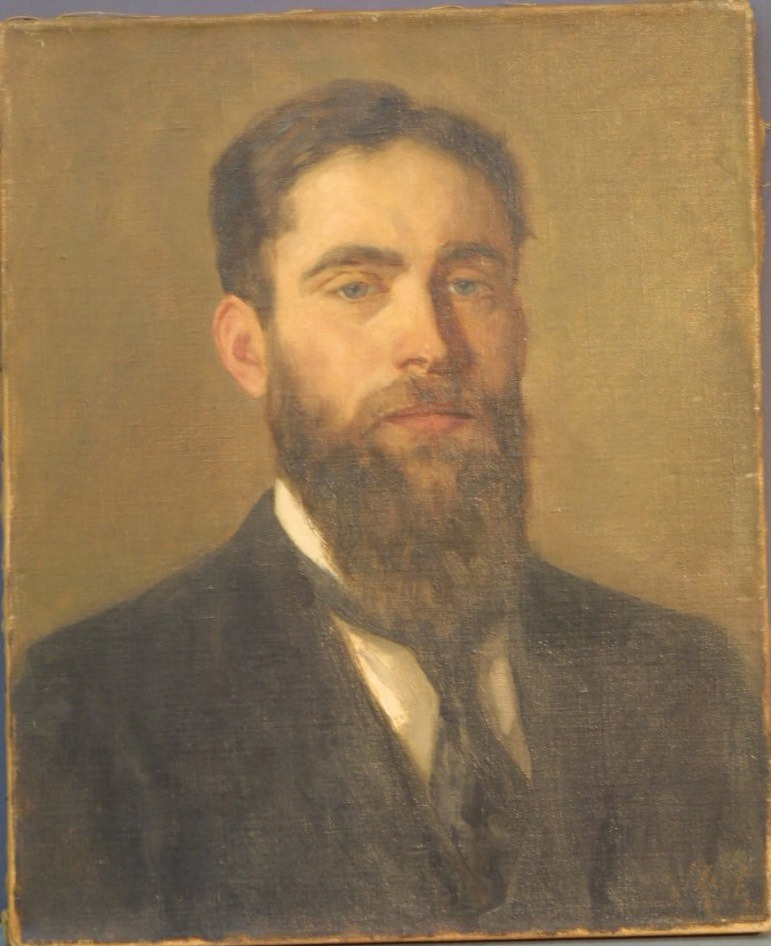
Selbstporträt um 1900

 Louis Jacques Goudman (* 29. August 1880 in Brüssel; † 26. September 1939 in Amsterdam) war ein niederländischer Maler.
Louis Jacques Goudman studierte an der Rijksschool voor Kunstnijverheid (Staatliche Kunsthandwerksschule) und der Amsterdamer Rijksakademie van beeldende kunsten.
Lebte und arbeitete bis 1911 in Zaandam, dann in Amsterdam.
Er malte Porträts und Stillleben. War Mitglied von „Arti et Amicitiae“ in Amsterdam.
Goudman unterrichtete Maria Helena Disselhoff, Jan Everts, Lisbeth Messer-Heybroek und Alida Henriëtte Runeman.